# Satureja pallaryi
Satureja pallaryi là một loài thực vật có hoa trong họ Hoa môi. Loài này được J.Thiébaut miêu tả khoa học đầu tiên năm 1937 publ. 1938.